# Praça do Império

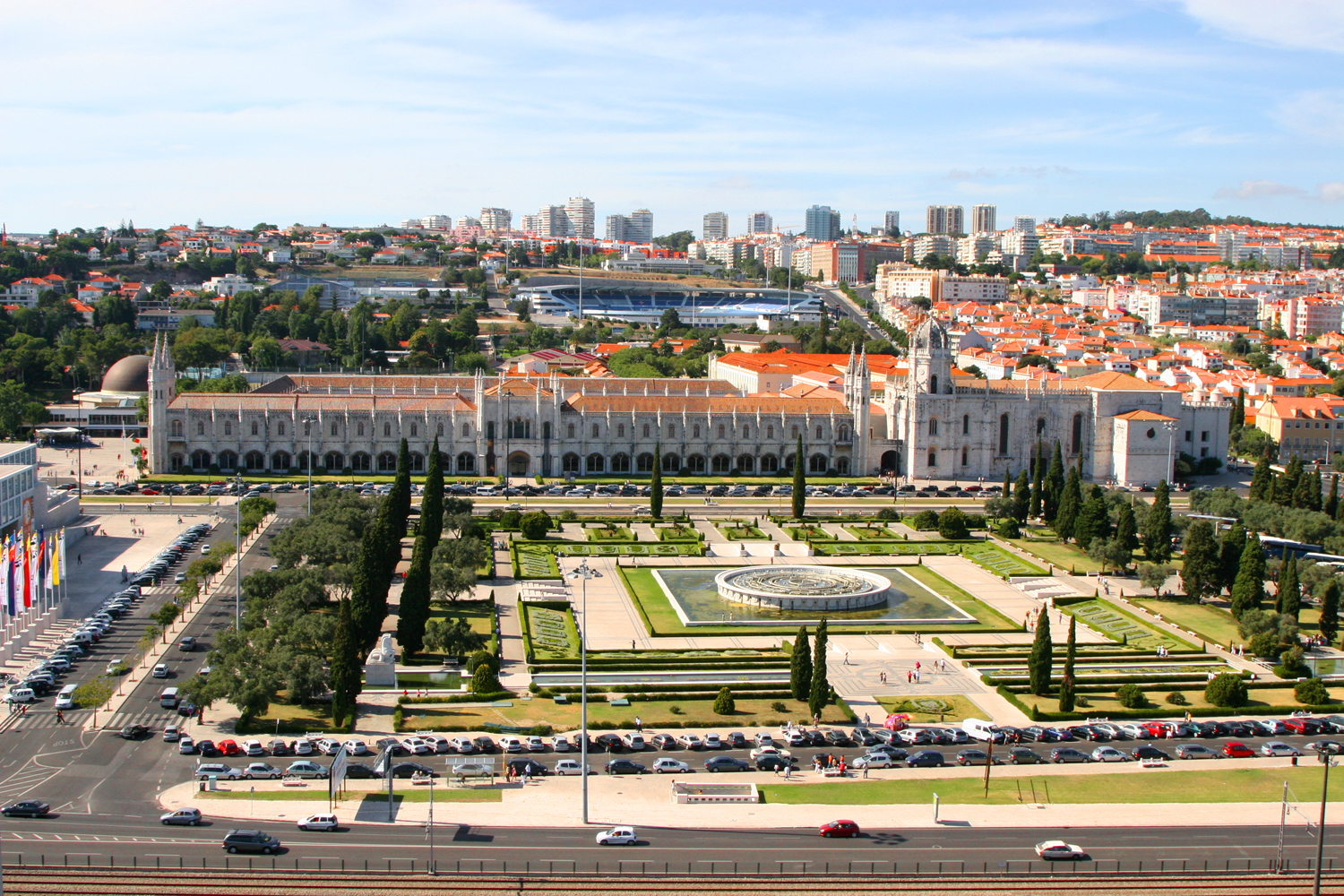
Der Praça do Império, im Hintergrund das Mosteiro dos Jerónimos

Der Praça do Império, zu Deutsch „Reichsplatz“, in der Lissabonner Stadtgemeinde Belém besteht im Wesentlichen aus der quadratischen Parkanlage Jardim da Praça do Império. Der Platz wird begrenzt vom Mosteiro dos Jerónimos (nördlich), den Parkanlagen Jardim de Belém und Jardim Afonso de Albuquerque (östlich), der Straße Avenida da Índia und der Eisenbahnstrecke Linha de Cascais (südlich) sowie dem Centro Cultural de Belém (westlich). In unmittelbarer Nähe befinden sich auch das Entdeckerdenkmal Padrão dos Descobrimentos (südlich) und der Präsidentenpalast Palácio de Belém (nordöstlich).
José Ângelo Cottinelli Telmo entwarf den Platz gemeinsam mit dem Springbrunnen (Fonte Monumental) zu Ehren des Portugiesischen Kolonialreiches zur Ausstellung der portugiesischen Welt im Jahre 1940. Der zentrale Springbrunnen hat einen Durchmesser von fast 30 Metern. In den umliegenden Grünflächen sind mit Pflanzen die Wappen von 32 ehemaligen Provinzen des Kolonialreiches dargestellt. Zuvor befanden sich auf dem Gelände große Sandflächen, was ihm den Namen Praia do Restelo („Strand von Restelo“) eingebracht hatte.